# Booing!!!
Booing!!!（ブーイング!!!）は、日本のガールズ・デュオユニット。エイベックス・マネジメント所属。
元アイドリング!!!の橘ゆりか・倉田瑠夏により結成。「ACTION LIVE」をスローガンに、サッカー用語にまつわる音楽などを展開していた。

## 概要

### 背景
結成
2014年、女性アイドルグループ「アイドリング!!!」で活動中だった橘ゆりか・倉田瑠夏が、仕事で縁のあったサッカー日本代表サポーター「ウルトラス・ニッポン」を支援している植田朝日（劇団コラソン主宰）が監修する日本サッカー応援コンピレーションアルバム『ULTRAS 2014』に収録参加した経緯で結成。同3月にレコーディングを終え、同5月の発売後には記念イベントに参加し提供曲を披露している。
ライブ活動
2015年2月、橘・倉田がコラソンエンターテイメント制作の映画『ユルネバ〜キミは一人じゃない〜』に出演した縁で、同映画の主題歌を担当し同音楽イベントにも初参加した。以後、Booing!!!の"YURICA & LUKA"として、ライブ活動を本格的に開始した。同年8月には、初のワンマンライブを開催し、同11月には主催ライブの開始や楽曲CDをリリースするなど、精力的な活動を行っていた。企画運営は、両名を担当するS氏（芝裕史 / エイベックス・マネジメント）が務めている。
活動停止
2018年2月の対バン出演を最後に活動が途絶えた。所属事務所内で両名のマネージメントの諸事情により企画が休止されたため、宣言のない活動停止状態となっている。2020年4月にライブイベント参加の予定であったのだが、新型コロナウイルス感染拡大の影響により延期が度重なり最終的に実現に至らなかった。音楽活動ではないが、2020年11月にBooing!!!名義でのメンバー2人によるオンラインイベントを開催した。

### ユニット名の由来
前述のアルバム『ULTRAS 2014』に参加する際、サッカーに因んだユニット名を付ける事になり、所属していたアイドリング!!!（Idoling!!!）のing（イング）を含む形のサッカー用語で何かないかと模索していたところ、LUKAとYURICAがアイドリング!!!メンバーとしてJリーグ「セレッソ大阪vsFC東京｣(2012年10月20日 キンチョウスタジアム）の試合イベントに参加した際のエピソードを思い出した。
秘話
当日はセレッソ大阪ホームのイベントだったため、LUKA（倉田）を含めたメンバーはセレッソのユニフォームを着用して出演。しかしYURICA（橘）はFC東京応援番組「FC東京VIVA Paradise」のリポーターだった関係で、自身のみFC東京のユニフォームを着用して登場。当然の如くYURICAには、場内から"ブーイング"を浴びせられた。
この時の"ブーイング"エピソードに、アイドリング!!!の三連感嘆符「!!!」を組み合わせたものが原型となっている。アイドリング!!!に在籍中の初期の頃は、『ブーイング!!!(橘ゆりか＋倉田瑠夏fromアイドリング!!!)』としていた時期もある。

### スタイル
音楽性はJ-POPに属するポップ・ロックなどが主体で、結成の経緯にサッカーが関連した背景がある事から、サッカーにまつわる楽曲も展開している。また、アイドリング!!!時代の楽曲を披露する場合もある。ステージ衣装はオリジナルのTシャツやスカジャンを纏い、基本的にバックバンドがサポートしている。また正規の活動以外に、別ユニット形式でパフォーマンスする場合もある。
主な音楽プロデュースは、ボーカルグループ「THEGOLD」のリーダー・AZ（アズ）が、担当ギタリスト兼任で務めている。

## メンバー
| メンバー名    | 生年月日               | 出身地 | 身長  | 備考                                                   |
| ------------- | ---------------------- | ------ | ----- | ------------------------------------------------------ |
| YURICA ユリカ | 1992年12月23日（32歳） | 滋賀県 | 160cm | 別名・橘ゆりか：イメージカラー赤 元アイドリング!!!19号 |
| LUKA ルカ     | 1996年8月4日（28歳）   | 大阪府 | 161cm | 別名・倉田瑠夏：イメージカラー青 元アイドリング!!!22号 |

プロデュース・バンドサポート
- AZ "アズ" (THEGOLD) - ギター兼任

後援・その他
- 植田朝日（コラソンライブ主宰）

### チームユニット
2016年6月、両名分かれて「ONE ON ONE 〜シヴィルウォー」と銘打った対バンを実施し、それぞれのチームユニットが発足した。ただし、バンドメンバーは固定してはおらず流動的である。
- team YURICA → ｢PurplePearl｣(パープルパール, 2016年11月に改名) / YURICA(Vo)
- LUKA BAND ｢Havfrue｣(ハブフール) / LUKA(Vo)

協力ミュージシャン
- AZ(G)・松本賢一(B)・五十嵐琢馬(Ds)・渡邉幸啓(G)・鴻野暁司(B)・安保一平(Key)・中村哲也(Ds)・宍倉充(B)・アベノブユキ(B), ほか

LUKA×パフォーマーYURICA
2016年9月末、LUKAを中心としたDJユニット「LUKA×パフォーマーYURICA」名義で実験的ライブを実施。 後日このDJ的スタイルを正式に"Booing!!! from PPS!!!(パーティーピーポースタイル)"と名付け、新たなプログラムとして加えた。

## 活動歴
2014年
3月、女性アイドルグループ「アイドリング!!!」の同僚・橘ゆりかと倉田瑠夏が、ガールズ・デュオユニット「Booing!!!」を結成し、日本サッカー応援コンピレーションアルバム『ULTRAS 2014』に収録参加。
5月、『ULTRAS 2014』がリリースされ、発売記念イベントで初パフォーマンスを披露。
2015年
2月、両名が出演した映画『ユルネバ〜キミは一人じゃない〜』の主題歌を担当。Booing!!!名義で、同映画ライブイベント『コラソンフェス2015』に出演。以後、同ユニットのライブ活動を開始。
3月、Booing!!!の公式サイトを開設。
6月、ライブイベント『コラソンフェス2015 Vol.5』に出演し、同僚だった遠藤舞・2D（関谷真由）らと共演。
8月、LUKAの生誕祭イベント『グラタンフェス』、初のワンマンLIVE『オフサイド!!!』を開催。
10月、ロックユニット・VAMPS主宰の大型ライブイベント『HALLOWEEN PARTY 2015』に、YURICA名義でソロ出演。両名が在籍する「アイドリング!!!」が活動を終了し卒業。
11月、初主宰LIVE『SMKT 69demo LEAGUE』の主催を開始し、デビューミニアルバム『オーバーラップ!!!』をリリース。
12月、YURICAの生誕祭イベント『YURICAL Fes』、2ndワンマンLIVE『オーバーラップ!!!』を開催。
2016年
2月、リスタートしたコラソンフェスのスペシャルライブ『SUNDAYS』から本年度始動。ガールズバンド・イベント『GIRLS ROCK SPLASH!! 2016』に参加。
3月、3rdワンマンLIVE『ハットトリック!!!』を開催し、ライブツアーと1stシングル制作、海外野音フェス参加などを公表。
5月、松本賢一主催『マツケンナイト in Nagoya』に出演し、地方で初のパフォーマンス。
6月、主催ライブ『SMKT 69demo LEAGUE』にて、両名2チームに分かれ対バンを実施。
7月、1stシングル「CROSSOVER」(クロスオーバー)をリリース。
8月上旬、大型アイドルフェス『TOKYO IDOL FESTIVAL 2016』に参加。LUKAの二十歳を記念した生誕祭イベント『LUKA 20th Anniversary Festival.』、4thワンマンLIVE『CROSSOVER』を開催。
8月下旬、音霊イベント『GOOD VIBES 16'』に出演。台湾ファンツアー実施および台湾大型野外フェス『NO FEAR FESTIVAL』で初の海外ライブ参加。
9月、DJユニット「LUKA×パフォーマーYURICA」名義で初ライブ。
10月、VAMPS主宰の大型ライブイベント『HALLOWEEN PARTY 2016』に、2年連続の出演。
11月、team YURICA名義のユニットが「PurplePearl」と改名し、対バンに参加。
12月、YURICAの生誕祭イベント『YURICAL FES 2016』を開催。
2017年
2月、ライブイベント『コラソンウェイ vol.11』から本年度始動。
3月、チーム内対バン『PurplePearl vs Havfrue』を開催し、同僚だった河村唯と共演。
8月、TBS主催『デリシャカス 2017』ステージに参加。ライブイベント『コラソンウェイ vol.26』にて、旧アイドリング!!!メンバーとコラボ。
9月、大型イベント『東京ゲームショウ 2017』に参加。
10月、主催ライブ『YURICALUKA FES』を開催し、かつての同僚・森田涼花が参加。そして年内引退する遠藤舞と最後の共演。
11月、e-Sportsの祭典『Tokyo E-sports Festival』に参加。
12月、クリスマスイベントを主催。
2018年
1月、ライブイベント『ヒップ☆アタック☆パニック!!』から本年度始動。
2月の対バン出演を最後に、宣言のない活動停止。
2020年
11月、オンラインファンミーティングを開催。

## ディスコグラフィ
バンドメンバー・AZ（アズ）が、全楽曲のプロデュースを担当。
シングル
- 「CROSSOVER」(2016年7月19日、自主制作)

1. CROSSOVER (ゲストボーカル：MC MIRI<ライムベリー>)
2. アディショナルタイム
3. ハットトリック (作詞：YURICA & LUKA)

ミニアルバム
- 『オーバーラップ!!!』HOME盤・AWAY盤 (2015年11月30日、自主制作)[31]

1. SUNRISE
2. 世界でたった1人の君に (HOME盤LUKA・AWAY盤YURICA)
3. yourself (HOME盤YURICA・AWAY盤LUKA)
4. ユルネバ
5. オーバーラップ

提供曲
- V.A.『ULTRAS 2014』(2014年5月21日、よしもとアール・アンド・シー)
収録曲:「僕はマタドール」

## タイアップ
| 楽曲           | タイアップ                                       | 収録作品              |
| -------------- | ------------------------------------------------ | --------------------- |
| ユルネバ       | 映画『ユルネバ〜キミは一人じゃない〜』主題歌     | 「オーバーラップ!!!」 |
| オーバーラップ | J:COM系『FC東京VIVA Paradise』エンディングテーマ | 「オーバーラップ!!!」 |

## 出演

### ライブイベント

#### 主催
- Booing!!!ワンマンLIVE
1st『オフサイド!!!』(2015年8月8日、SHIBUYA DESEO)
2nd『オーバーラップ!!!』(2015年12月23日、下北沢ろくでもない夜)
3rd『ハットトリック!!!』(2016年3月21日、下北沢MOSAiC)
4th『CROSSOVER』(2016年8月14日、渋谷マウントレーニアホール)
- ブーイング!!! presents『SMKT 69demo LEAGUE』(下北沢ろくでもない夜)
Vol.1、2 (2015年11月15日・12月13日)
Vol.3 - 7 (2016年1月11日・2月21日・4月8日・5月5日・6月5日)
2017 (2017年3月26日)
- ブーイング!!! 2016 season『kick off conference』(2016年3月21日、下北沢MOSAiC)
- 1stシングル「CROSSOVER」リリースイベント・ミニライブ (2016年7月18日、イオンモール土浦)
- 下北沢ろくでもない夜企画『#ろく夜』(2017年6月8日、下北沢ろくでもない夜)
- Booing!!!の夏休み vol.1 (2017年8月12日、自由が丘コラソンBAR)
- YURICALUKA FES (2017年10月20日、渋谷WWW X)
- Booing!!!と早めの忘年会 (2017年11月3日、自由が丘コラソンBAR)
- Booing!!! クリスマスフリーライブ&クリスマスパーティー (2017年12月24日、下北沢ろくでもない夜)

ソロ名義
- LUKA's Birthday Event 〜The Guratan Fes〜 (2015年8月8日、SHIBUYA DESEO)
- YURICA BIRTHDAY『YURICAL Fes』(2015年12月23日、下北沢ろくでもない夜)
- Booing!!!LUKA 20th Anniversary Festival. (2016年8月14日、渋谷マウントレーニアホール)
- YURICAL FES 2016 (2016年12月22日、渋谷WWW X)[32]

#### 参加
コラソンライブ
- コラソンフェス（下北沢GARDEN）
(2015年)
ユルネバ〜キミは一人じゃない〜LIVE (2月26日）
Vol.2（2015年3月30日、代々木Zher the ZOO）
Vol.3 - 5, 7-8, 10-11（4月28日, 5月26日, 6月29日, 7月27日, 8月18日, 10月27日, 11月30日）[33]
Vol.6 〜植田朝日 生誕祭〜（7月13日、西新宿 I LOVE TOKYO）
(2016年)
Vol.13-21 (3月30日, 4月19日, 5月31日, 6月21日, 7月19日, 8月23日, 9月20日, 10月18日, 11月29日）
- コラソンウェイ（渋谷Milkyway）
(2016年)
Vol.1, 6-7（3月12日, 8月30日, 9月29日）
(2017年)
Vol.11, 18, 26-27, 31（2月7日, 5月16日, 8月29日, 9月19日, 10月31日）
(2018年)
Vol.38（2月6日）
- コラソンフェススペシャル「SUNDAYS」(2018年2月6日、下北沢GARDEN)

客演・対バンライブ
2018年
- ヒップ☆アタック☆パニック!!〜年始スペシャル3Days!!!〜 (2018年1月8日、渋谷DESEO)
- 『2✖2』〜バレンタインの次の日に〜 (2018年2月15日、	下北沢ろくでもない夜)

### オンライン
- Booing!!!再会☺︎いい福ここにあるよイベント (2020年11月16日)

#### ライブ配信
- Booing!!! SHOWROOM (2015年 - SHOWROOM)
- Booing!!!LUKAのPrivate time♪ (2015年11月 - SHOWROOM)
- Booing!!!YURICAこちら白タンス前、ゆりかるーむ (2015年12月 - SHOWROOM)

## 書籍
※すべて自主出版
写真集
- Booing!!!フォトブック (2015年)

フリーマガジン
- Booing!!! magazine (2015年 - )

カレンダー
- Booing!!! 2015年卓上カレンダー (2015年)
- Booing!!! 2016年卓上カレンダー (2015年11月)